# Гура-Каменчій
Гура-Каменчій (рум. Gura Camencii) — село у Флорештському районі Молдови. Адміністративний центр однойменної комуни, до складу якої також входять села Бобулешть та Гвоздова.

## Населення
За даними перепису населення 2004 року у селі проживали 1566 осіб.
Національний склад населення села:
| Національність       | Кількість осіб | Відсоток   |
| -------------------- | -------------- | ---------- |
| молдавани румуни     | 1518 2         | 96,9% 0,1% |
| росіяни              | 23             | 1,5%       |
| українці             | 20             | 1,3%       |
| поляки               | 2              | 0,1%       |
| інша / без відповіді | 1              | 0,1%       |
| Всього               | 1566           | 100%       |